# Se lasă noaptea
Se lasă noaptea sau Lumina care s-a stins (în engleză The Light That Failed) este primul roman al autorului englez laureat al Premiului Nobel Rudyard Kipling, publicat pentru prima dată în Lippincott's Monthly Magazine în ianuarie 1891. Majoritatea romanului are loc în Londra, cu toate că multe evenimente importante au loc în Sudan și Port Said, Egipt.